# Operación Sokoa
La Operación Sokoa, llevada a cabo el 5 de noviembre de 1986 en el País Vasco francés, fue uno de los operativos más fructíferos de las fuerzas y cuerpos de seguridad del Estado españoles en su objetivo de desmantelar el aparato logístico de la organización terrorista ETA militar. Planificada en el Cuartel de Intxaurrondo, constituyó la primera operación antiterrorista conjunta franco-española de la historia.

## La operación
Habiendo localizado un almacén de ETA gracias a la venta el 3 de enero de 1986 de unos misiles SAM-7 por parte del agente español Francisco Paesa a dicha organización, el 5 de noviembre de aquel mismo año tenía lugar la intervención de los cuerpos policiales de España y Francia sobre una fábrica de muebles de la empresa Sokoa, en Hendaya. En ella se incautó un vasto arsenal de armas, tal y como era el propósito de la operación, pero el hallazgo de diversos registros sobre la «contabilidad» del grupo terrorista ofreció además al Ministerio del Interior de España las primeras pistas sobre su complejo entramado financiero.
Los cuerpos de seguridad encontraron mucha documentación, entre la cual se contaban fichas de cerca de un millar de empresarios que estaban sometidos al pago del «impuesto revolucionario», y que habían abonado a ETA más de 1 160 millones de pesetas en seis años. Asimismo se decomisaron armas, documentos de identidad falsificados e informes de seguimiento de diferentes objetivos de la organización.

## Consecuencias
Los archivos aprehendidos permitieron comprender el funcionamiento estructural de ETA, al frente de la cual se encontraba un comité de dirección con los responsables de cuatro aparatos: el internacional, el militar, el logístico y el de tesorería, identificado este último como Eugenio Etxebeste Antxon. La operación, con amplias ramificaciones en forma de redadas en España y Francia, supuso un severo golpe al grupo terrorista, que quedó en extremo debilitado. En una de aquellas acciones, el 12 de marzo de 1988, sería detenido el dirigente histórico y fundador de ETA, Julen Madariaga.
La respuesta terrorista a la Operación Sokoa fue un cambio de estrategia: se entregó al uso sistemático de coches bomba en sus atentados, que se concentrarían a partir de entonces en Barcelona y Madrid. Así, el 19 de junio de 1987 tuvo lugar en la Ciudad Condal el atentado de Hipercor, el más mortífero de ETA, al que siguieron los perpetrados contra las casas cuartel de Zaragoza y Vich.